# Piet Oosterveld
Piet Oosterveld (Zwolle, 5 februari 1939 – Veendam, 15 maart 2016) was een Nederlands poolreiziger en klimaatwetenschapper.

## Loopbaan
Oosterveld nam, samen met drie andere studenten, in 1968 en 1968 deel aan de Nederlandse Spitsbergenexpeditie op Edgeøya. De wetenschapper overleefde jaren later, in 1987, op Kapp Lee een aanval van een ijsbeer. Hij werd daarna ook wel ijsberenman genoemd. 
Hij en drie andere overwinteraars kregen in 1970 de ANV-Visser Neerlandia-prijs uitgereikt voor hun doorzettingsvermogen tijdens de overwintering op Spitsbergen. Onderzoeksresultaten van die expeditie hebben een bijdrage geleverd aan de totstandkoming van de Internationale Conventie ter Bescherming van IJsberen in 1973. 
Oosterveld regelde jarenlang Nederlands wetenschappelijk onderzoek op Edgeøya. Hij overleed in 2016 op 77-jarige leeftijd.
- International Standard Name Identifier: 0000 0003 8837 4519
- Nederlandse Thesaurus van Auteursnamen: 071444521
- Virtual International Authority File: 281513318
- WorldCat: E39PBJmdvtxtyX4WDJQQcVpkjC